# Dilip Chitre
Dilip Purushottam Chitre (Marathi दिलीप पुरुषोत्तम चित्रे; * 17. September 1938 in Baroda, Indien; † 10. Dezember 2009 in Pune, Indien) war ein indischer Schriftsteller, Maler und Regisseur.
Er schrieb in Englisch und Marathi. Nach dem Umzug seiner Eltern nach Bombay (heute Mumbai) erschienen 1960 seine ersten Gedichtsammlungen.
1975 wurde er zu einem Gastaufenthalt an die University of Iowa eingeladen. Ferner arbeitete er als Direktor des Indian Poetry Library, Archive, and Translation Centre im Bharat Bhavan, einem Kulturzentrum in Bhopal.
Chitre hat sich auch als Übersetzer klassischer indischer Literatur, teilweise aus dem 12. Jahrhundert, ins Englische einen Namen gemacht.
Als Filmemacher drehte er seit 1969 Dokumentarfilme. Bereits als Kind hatte er Kontakt mit diesem Medium, so bekam er bereits im Alter von acht Jahren von seinem Vater eine Super-8-Kamera geschenkt. In den 1990er Jahren drehte er zusammen mit dem Münchner Filmemacher Henning Stegmüller einen Film über Bombay mit dem Titel Geliebter Moloch.
Denselben Hintergrund haben seine Erzählungen, die im Verlauf von mehr als 20 Jahren nach 1967 entstanden und auf Deutsch unter dem Titel Bombay Quartett erschienen sind. Seine Erzählweise ähnelt dabei einem Dokumentarfilmer: Verschiedene Einstellungen aus unterschiedlichen Blickwinkeln mit zahlreichen Perspektivenwechseln werden zusammengefügt.
Chitres Roman Worte des Tukaram entstand aus der Auseinandersetzung mit dem Leben des im 17. Jahrhundert geborenen indischen Mystikers Tukaram.
Dilip Chitre war 45 Jahre mit Viju Chitre, einer Künstlerin und Übersetzerin, verheiratet. Ihr gemeinsamer Sohn kam bei einem Unfall ums Leben.

## Auszeichnungen
- 1984 Spezialpreis der Jury beim Filmfestival in Nantes für den Spielfilm Godam
- 1994 Sahitya Akademi Award der Sparte „Übersetzung“

## Werke (Auswahl)
als Autor
- Der Banyanbaum. Ausgewählte Gedichte. A1 Verlag, München 2006, ISBN 3-927743-89-5.
- Bombay Quartett. Stories. A1 Verlag, München 2002, ISBN 3-927743-61-5.
- Worte des Tukaram. A1 Verlag, München 1999, ISBN 3-927743-40-2.
- Bombay-Mumbai. Bilder einer Megastadt. Gemeinsam mit Henning Stegmüller und Namdeo Dhasal. A1 Verlag, München 1996, ISBN 3-927743-26-7.

als Herausgeber
- Namdeo Dhasal. Poet of the underworld; poems 1972-2006. Navayana, Pondicherry 2007, ISBN 81-89059-10-6.
- The sacred heresy. Selected poems of Vinda Karandikar. Sahitya Akad., New Delhi 1998, ISBN 81-260-0590-4.